# Куарту-Сант-Елена
Куарту-Сант-Елена (італ. Quartu Sant'Elena, сард. Cuartu Sant'Aleni) — місто та муніципалітет в Італії, у регіоні Сардинія,  провінція Кальярі.
Куарту-Сант-Елена розташоване на відстані близько 410 км на південний захід від Рима, 7 км на схід від Кальярі.
Населення — 71 282 особи (2014).

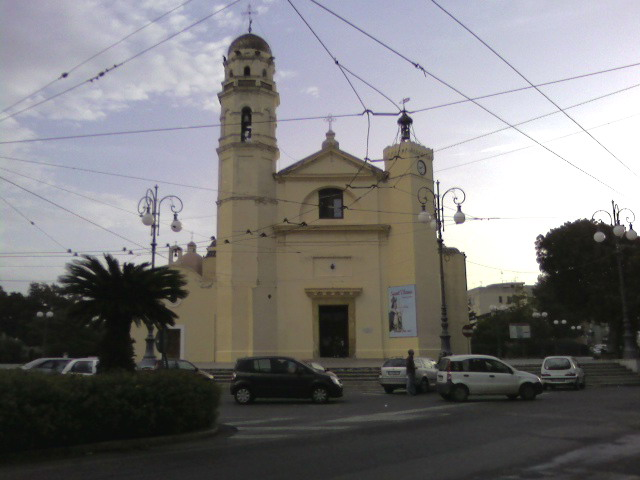

Щорічний фестиваль відбувається 21 травня. Покровитель — Sant'Elena Imperatrice.

## Демографія
Населення за роками:

Станом на 1 січня 2023 року в муніципалітеті офіційно проживало 2337 іноземців з 97 країн, серед них 540 громадян країн Євросоюзу та 246 громадян України.

## Сусідні муніципалітети
- Кальярі
- Маракалагоніс
- Монсеррато
- Куартуччу
- Селарджус